# Pogoń Lwów (piłka nożna)
Pogoń Lwów – polski klub piłkarski z siedzibą we Lwowie. Kontynuator tradycji powołanego wiosną 1904 roku w C.K. IV Gimnazjum we Lwowie piłkarskiego Klubu Gimnastyczno-Sportowego IV Gimnazjum, działającego od 1907 do 1939 roku pod nazwą LKS Pogoń i reaktywowanego w 2009. Obecnie zajmuje 34. miejsce w tabeli wszech czasów polskiej ekstraklasy, będąc zarazem jednym z najbardziej utytułowanych przedwojennych polskich klubów piłkarskich (cztery tytuły mistrza Polski).
Lwowski Klub Sportowy był współzałożycielem Związku Polskiego Piłki Nożnej przy związku austriackim, Polskiego Związku Piłki Nożnej i mistrzostw Polski. W roku 1909 Pogoń założyła klub sportowy JKS Jarosław. Był on filią Pogoni do 1914 roku i funkcjonował pod nazwą Pogoń Jarosław. Drużyna piłkarska Pogoni do roku 1939 działała jako jedna z sekcji wielosekcyjnego LKS. Obecnie prócz futbolowej istnieje tylko sekcja kolarska.
Pogoń, obok Warszawianki, jest jedynym polskim klubem, który nigdy nie spadł z ekstraklasy. W 1938 roku Związek Polskich Związków Sportowych przyznał Pogoni tytuł „najlepszego i najbardziej zasłużonego klubu sportowego w Polsce”.
We współczesnej Polsce do tradycji lwowskiej Pogoni odwołują się Polonia Bytom, Pogoń Szczecin, Odra Opole, Piast Gliwice, Odra Wodzisław Śląski i Pogoń Prudnik.

## Historia

### Lata 1904–1914

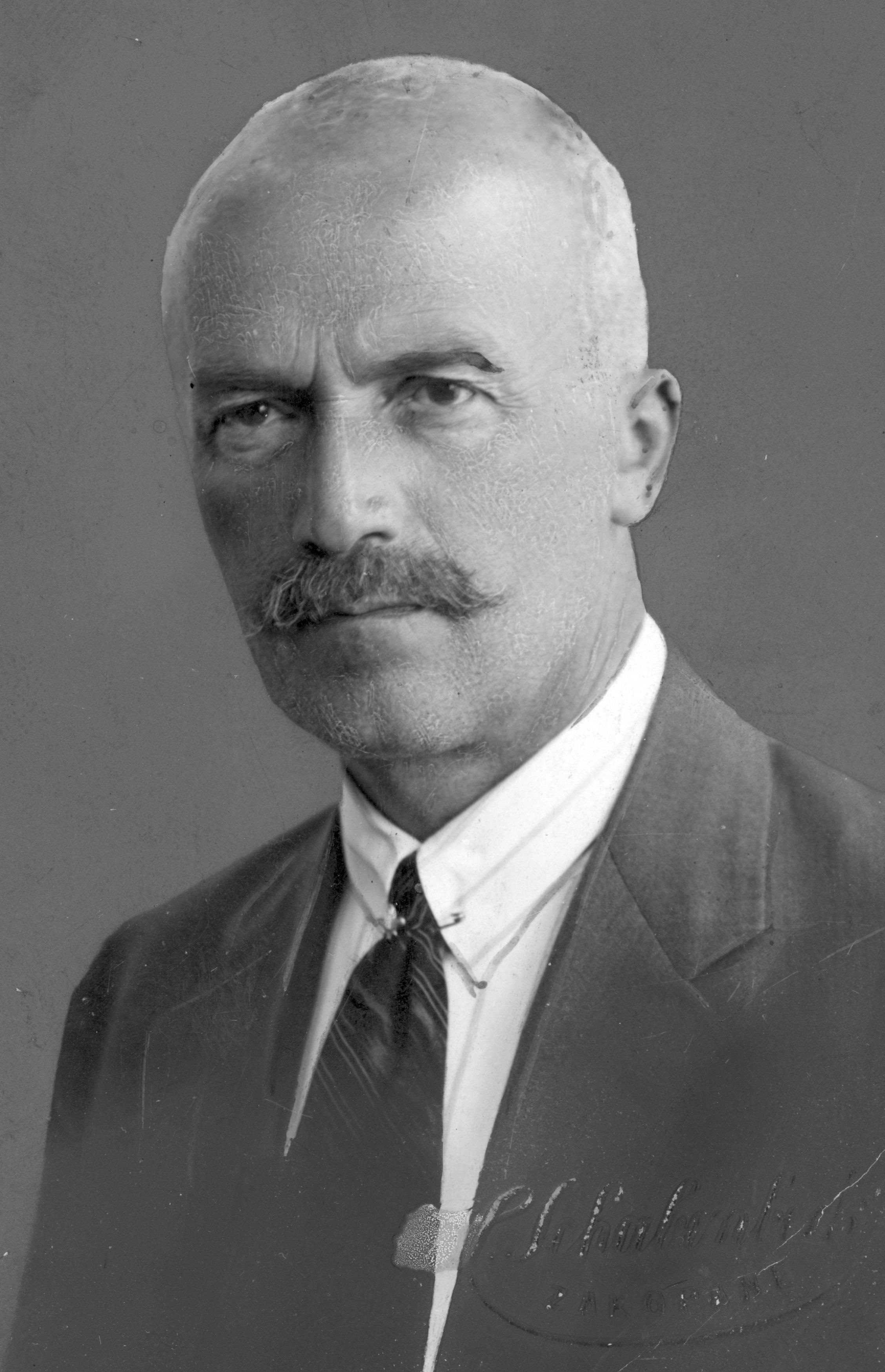
Eugeniusz Piasecki, założyciel pierwszych we Lwowie drużyn piłkarskich, pierwszy prezes Pogoni

Pierwsze drużyny piłkarskie wśród uczniów C.K. IV Gimnazjum we Lwowie powstały w 1900. Ich założycielem był nauczyciel gimnastyki Eugeniusz Piasecki. Piłkarze rozegrali w tymże roku mecze towarzyskie na terenie Lwowskiego Klubu Cyklistów (1:1 i 0:0 z gospodarzami). Jednak dopiero w 1904 drużyny uczniowskie przyjęły oficjalną nazwę: Klub Gimnastyczno-Sportowy uczniów IV-ego Gimnazjum. Wówczas po raz pierwszy drużyna zagrała też mecz wyjazdowy – w krakowskim Parku Jordana (0:3 z miejscowymi studentami). Na przełomie lat 1906 i 1907 młodzież postanowiła się usamodzielnić i powołać do życia niezależny klub z własnym statutem. Rozpoczęto rozmowy na temat fuzji z Lechią. W 1907 uzgodniono nazwę (Lwowski Klub Sportowy "Pogoń"; zaproponował ją Maksymilian Dudryk) i barwy klubowe – biało-czerwono-niebieskie. Na czele klubu stanął dr Piasecki. Głównym sponsorem został Ludwik Kuchar, właściciel sieci kin we Lwowie i Krakowie, którego synowie Tadeusz, Władysław, Wacław, Mieczysław byli zawodnikami Pogoni. Z tego względu dla Pogoni przyjęto określenie Klub Kucharów.

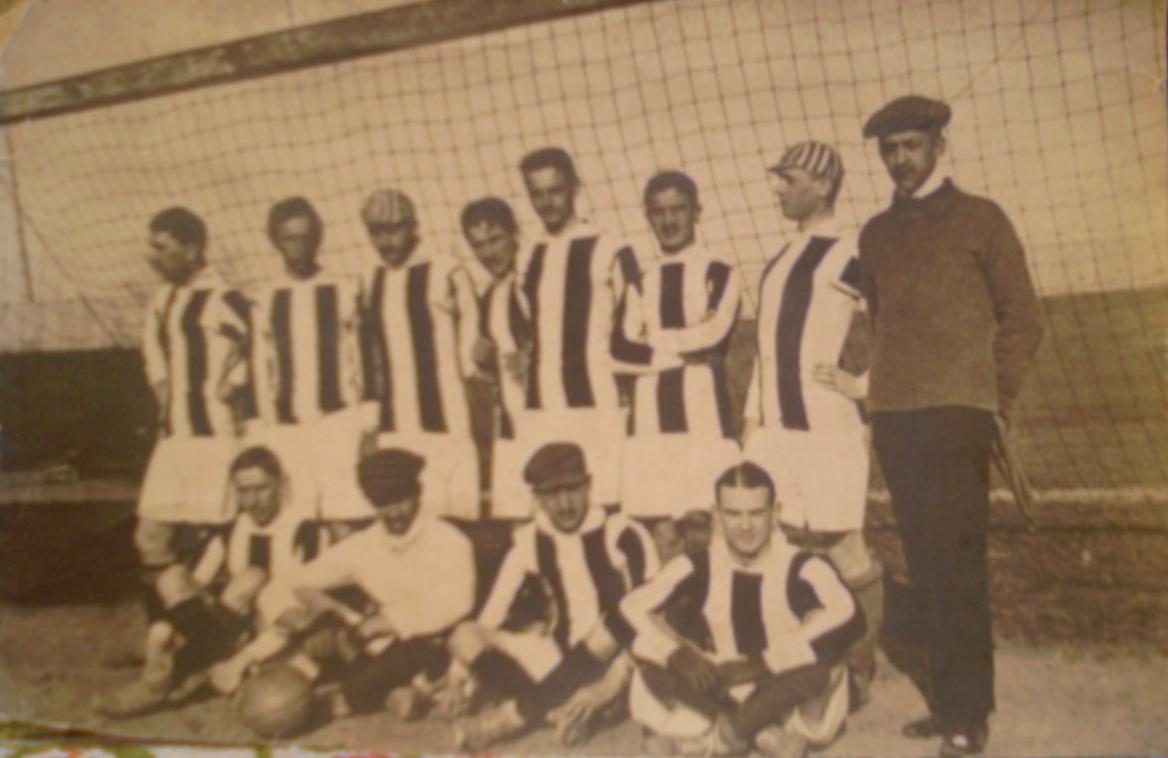
Mecz Pogoń Lwów – Lechia Lwów, 1910

1907 rok przyjmowano za rok założenia klubu do czasu odzyskania w 1918 przez Polskę niepodległości. W 1908 uchwalono statut (pierwszy na ziemiach polskich statut klubu lekkoatletyczno-piłkarskiego) i wydzierżawiono boisko za rogatką stryjską (na Bednarówce). Od 1913 znajdowała się tam (przy ul. Stryjskiej) także siedziba klubu. W pierwszych latach działalności sekcja piłkarska regularnie rozgrywała mecze z drużynami lwowskimi (przede wszystkim Czarnymi, Lechią i Hasmoneą) oraz z krakowskimi (głównie Wisłą i Cracovią). W 1909 piłkarze pojechali pierwszy raz za granicę Galicji, do Koszyc, i przegrali 0:5 z Kassai Athletikai Klub. Rewanż grany we Lwowie zakończył się wygraną Węgrów 4:1. Odtąd coraz częściej grano z klubami austriackimi, czeskimi, śląskimi czy węgierskimi. W 1910 Pogoń wstąpiła do Austriackiego Związku Piłki Nożnej, a w 1911 była współzałożycielem Związku Polskiego Piłki Nożnej.
W 1913 Pogoń brała udział w organizowanych przez ZPPN mistrzostwach Galicji. Zajęła w nich trzecie (ostatnie) miejsce, za Cracovią i Wisłą. W 1914 wymienione wyżej kluby, a także Czarni, należały do I klasy Austriackiego ZPN. Wzięły one udział w kolejnych mistrzostwach Galicji, których jednak nie dokończono z powodu wybuchu wojny światowej.

### Lata 1915–1926

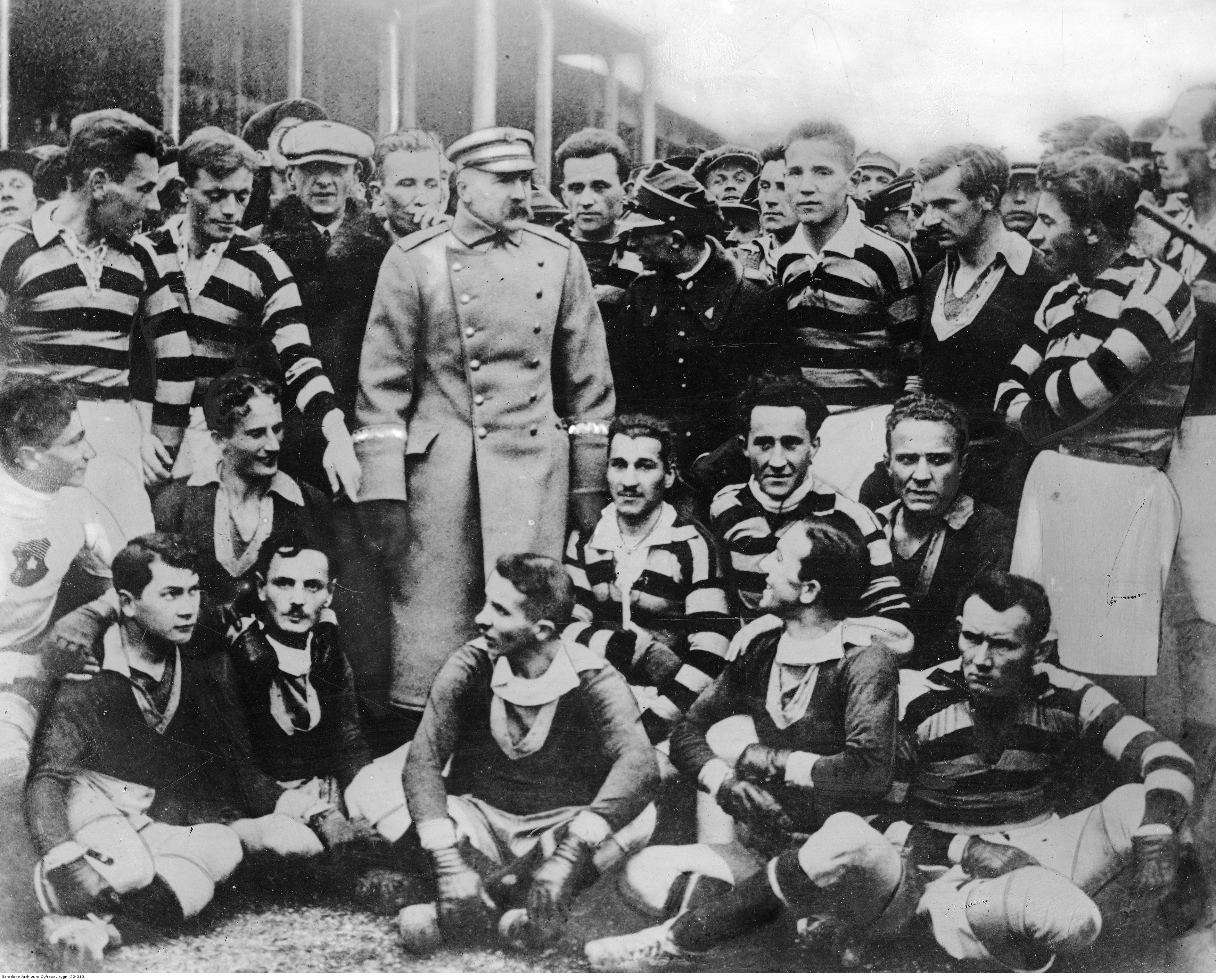
Marszałek Józef Piłsudski w otoczeniu zawodników Pogoni Lwów i Wisły Kraków na stadionie Wisły, rok 1924

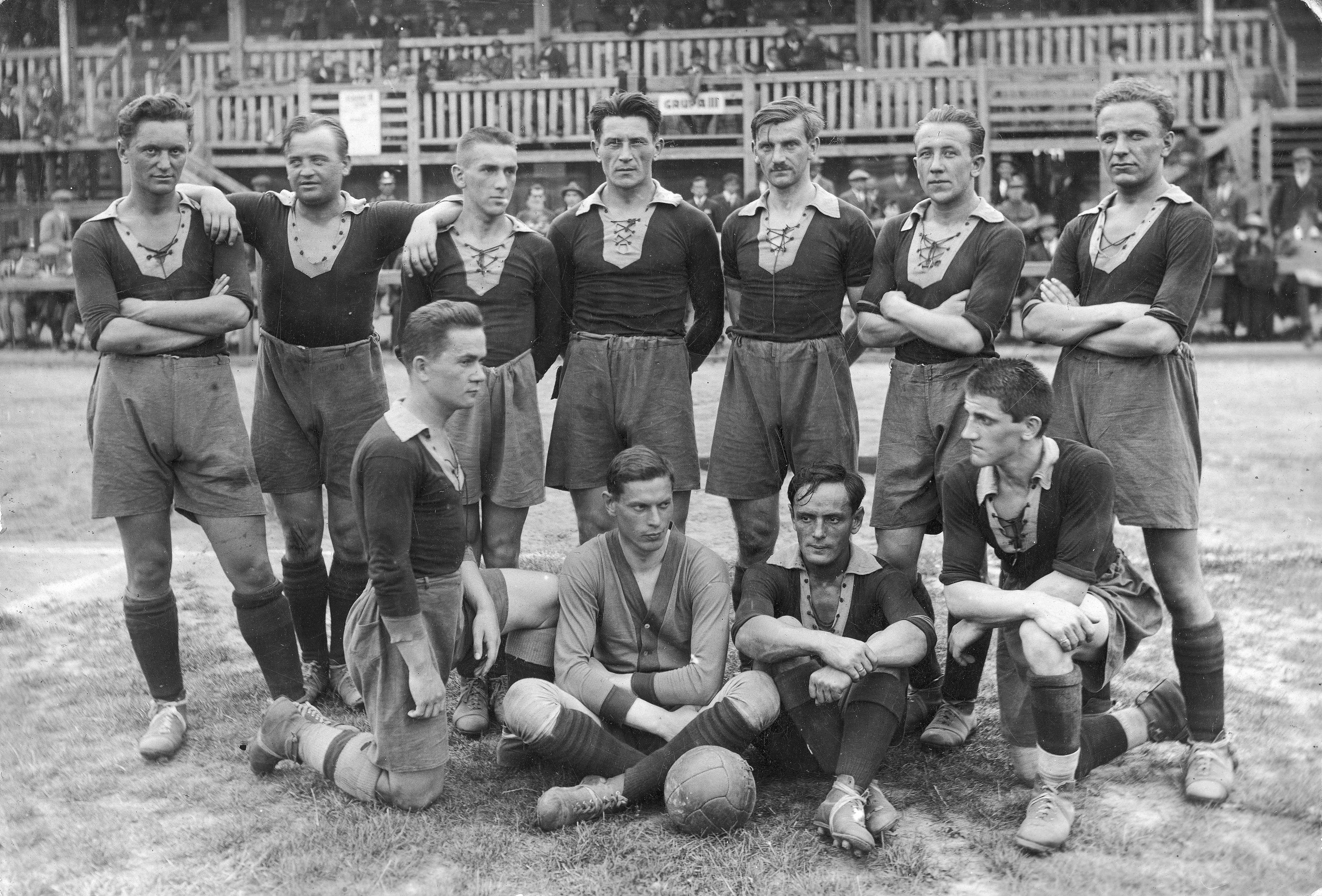
Mistrzowska Pogoń z 1926

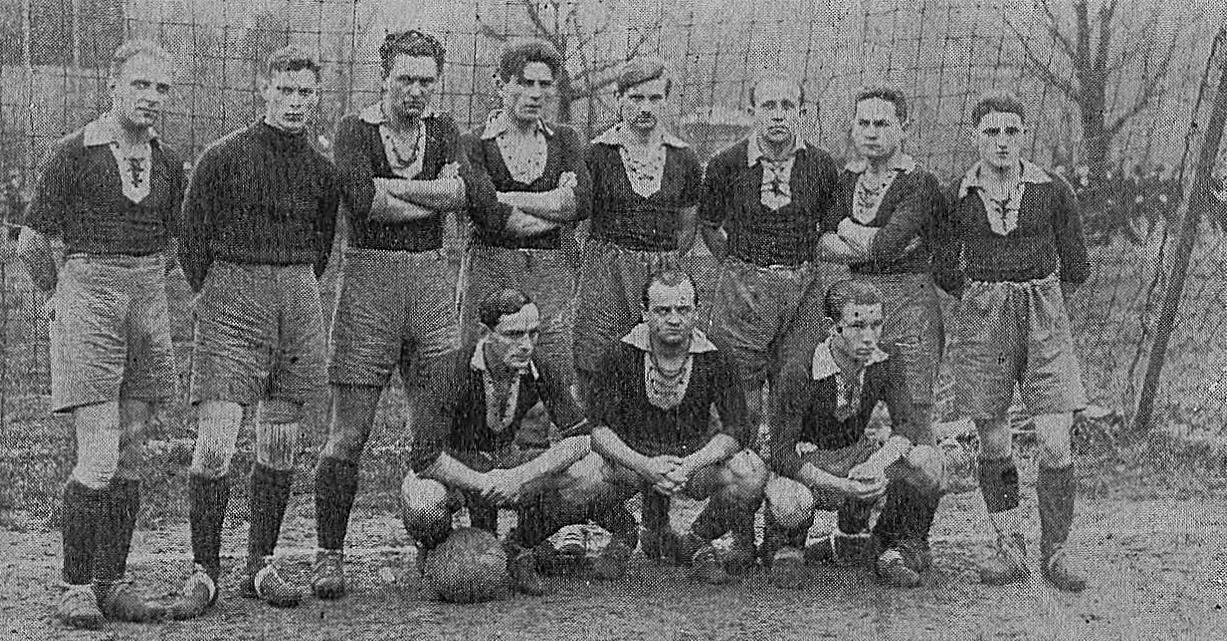
Drużyna Pogoni w 1926

W czasie Wielkiej Wojny w Pogoni nadal grano w piłkę, a do Lwowa w dalszym ciągu przyjeżdżały drużyny z innych miast, również zagranicznych. Podejmowano też zespoły wojskowe (legionowe).
Od listopada 1918 wielu zawodników Pogoni walczyło w wojnie polsko-ukraińskiej, wielu z nich poległo. Baterią I Lwowskiego Pułku Artylerii, zwaną potem Pogonią, dowodził porucznik Tadeusz Kuchar. Na liście sportowców, którzy oddali życie w walce o niepodległość znajduje się 57 członków LKS Pogoń.
W dniu 18 maja 1919 Pogoń rozegrała pierwszy mecz w historii niepodległej Polski, zwyciężając zespół 5 pułku piechoty 9:3 (pięć goli zdobył Wacław Kuchar).
W 1920 klub wystartował w mistrzostwach okręgu lwowskiego, co miało stanowić eliminację do turnieju finałowego o mistrzostwo Polski. Eliminacji nie zdołano dokończyć przed wybuchem wojny polsko-bolszewickiej. Rok później rozgrywki przeprowadzono do końca i mistrzem kraju została Cracovia. Pogoń sklasyfikowano na 4. miejscu. W 1922 drużyna ze Lwowa była już najlepsza. O tytule zespołu prowadzonego przez austriackiego trenera Karla Fischera przesądziła wygrana rywalizacja z Wartą Poznań (1:1 i 4:3). Rok później lwowiacy obronili tytuł, w finale pokonując Wisłę z Krakowa (3:0, 1:2 i 2:1). W 1923 Pogoń po raz trzeci z rzędu zwyciężyła w rozgrywkach okręgu lwowskiego (klasa A). W 1924 Polski Związek Piłki Nożnej odwołał MP, chcąc zapewnić dobre warunki reprezentacji Polski, przygotowującej się do występu na paryskiej olimpiadzie. Do Lwowa przyjeżdżało wówczas wiele czołowych drużyn europejskich (m.in. z Jugosławii, Austrii, Czechosłowacji, Niemiec i Danii). W listopadzie w Krakowie doszło do nieoficjalnego meczu o mistrzostwo Polski. LKS pokonał wtedy Wisłę 3:2.
W sezonie 1925 Pogoń, tylko raz remisując, zdobyła trzeci z rzędu tytuł najlepszej drużyny w kraju i otrzymała na własność Puchar Ministerstwa Zdrowia. Wkrótce klub opuścił trener Fischer, a także Emil Görlitz i Józef Słonecki, którzy wyjechali do Włoch i podpisali kontrakt z Ederą Triest. Byli pierwszymi polskimi zawodnikami, którzy przeszli na zawodowstwo. W 1926, pomimo trudnej sytuacji finansowej, udało się Pogoni zdobyć czwarte z rzędu mistrzostwo. W decydującym meczu Pogoń pokonała Polonię Warszawa 2:0.

### Lata 1927–1939

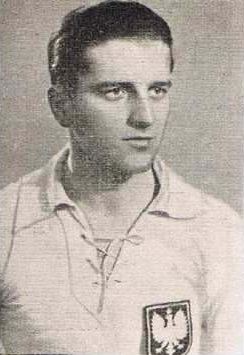
Michał Matyas, najlepszy ligowy strzelec Pogoni

W 1927 powołano Ligę, zrzeszającą największe polskie kluby. W pierwszym sezonie jej istnienia klub ze Lwowa uplasował się na czwartym miejscu w tabeli. Miał szansę na podium, jednak po zatargu z Ligą pozbawiono go możliwości rozegrania meczów czterech ostatnich kolejek i zweryfikowano je jako walkowery. Na początku 1928 w klubie doszło do wielu zmian organizacyjnych. Zarówno klub, jak i drużynę piłkarską dopadł kryzys. Na ławkę trenerską wrócił Fischer, lecz na krótko. Ligę ukończono na szóstej pozycji. 1929 był najgorszym w historii klubu. Piłkarze musieli walczyć o utrzymanie się na poziomie ligowym. Kluczowy był październikowy derbowy mecz z Czarnymi. Zamykająca wówczas tabelę Pogoń wygrała 2:1, a w kolejnych czterech spotkaniach zdobyła sześć punktów, co sklasyfikowało ją na dziewiątym miejscu w lidze. Rok później Pogoniarze zajęli siódme miejsce w stawce.

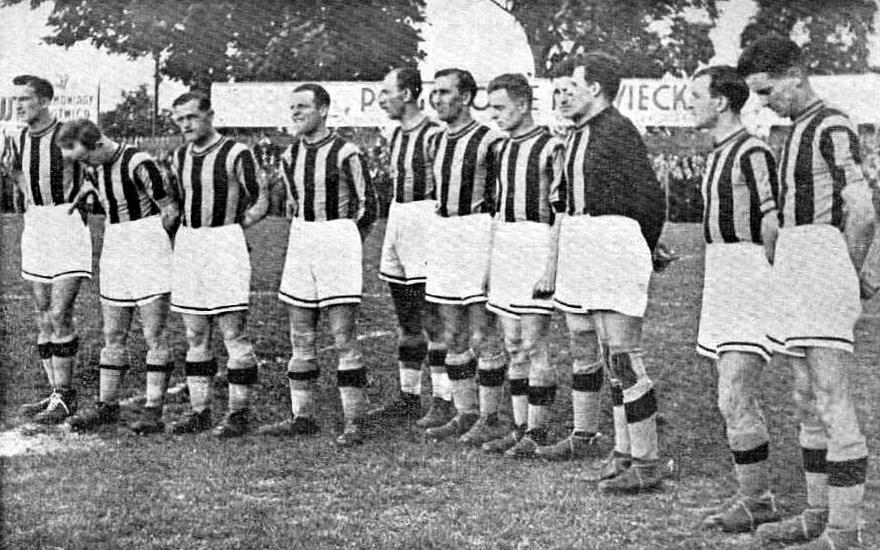
Piłkarze Pogoni w 1936

Przed startem rozgrywek w 1931 zespół odmłodzono i jednocześnie wzmocniono. Przy nierównej formie wystarczyło to do czwartej pozycji na finiszu rozgrywek. Osłabły za to kontakty międzynarodowe. W sezonie 1932 Pogoń sięgnęła po wiceprymat w kraju, ustępując tylko punktem Cracovii. Stało się tak m.in. z powodu walkowera, jaki otrzymali krakowianie po grze w meczu Pasów z Czarnymi nieuprawnionego zawodnika. Podobny, z perspektywy LKS, przebieg miały kolejne rozgrywki. Tym razem lwowiacy dali się o punkt wyprzedzić Ruchowi Hajduki Wielkie. Następna edycja MP nie była już dla Pogoni tak pomyślna – była ona bowiem ostatecznie szósta. Drużyna odbyła za to tournée po Francji i Belgii (wygrała m.in. z wicemistrzem Belgii, Daring Bruksela 2:1). W rozegranym 15 września 1934 towarzyskim meczu we Lwowie  Pogoń zwyciężyła też 5:3 AC Milan. W 1935 lwowiacy ponownie zdobyli srebrne medale, ponownie przegrywając o punkt z Ruchem.
Kolejny sezon nie był udany – Pogoń zajęła szóste miejsce w tabeli. Jeszcze gorzej było w 1937, kiedy to zespół znów bronił się przed spadkiem. Skończyło się na ponownym szóstym miejscu. Rok później drużyna poprawiła się o jedną pozycję w tabeli. W dniach 28-29 maja 1939 odbył się turniej na 35-lecie klubu. Z tej okazji wydawano odznakę jubileuszową. Wygrała go Cracovia przed Wisłą, Pogonią i Junakiem Drohobycz. Na 16 lipca 1939 zaplanowano mecz towarzyski Pogoni Lwów z algierską drużyną Union Sportive Musulmane Oranaise (USiMO) z Oranu. W sezonie 1939 rozgrywek z powodu wybuchu II wojny światowej nie dokończono. 31 sierpnia 1939 Pogoń zajmowała trzecią pozycję w tabeli. Ostatni mecz rozegrała w Warszawie z Polonią (1:2). Działalność klubu zawieszono.

### Po 1945
Polacy ze wschodnich ziem zabranych, przede wszystkim ze Lwowa, znaleźli się po wojnie wśród animatorów piłki nożnej na ziemiach zachodnich. W oparciu o byłych piłkarzy Pogoni (m.in. Michała Matyasa) odtworzono w Bytomiu – gdzie osiedliło się wielu lwowiaków – Polonię. Klub przyjął niebiesko-czerwone barwy Pogoni Lwów. Na cześć lwowskiego klubu barwy takie przyjęły także Pogoń Szczecin, Piast Gliwice, Odra Wodzisław i Odra Opole, natomiast Pogoń Prudnik nawiązała do tradycji Pogoni Lwów swoją nazwą. Wacław Kuchar i Matyas pełnili po wojnie funkcje selekcjonera reprezentacji.

### Lata 2009–2020

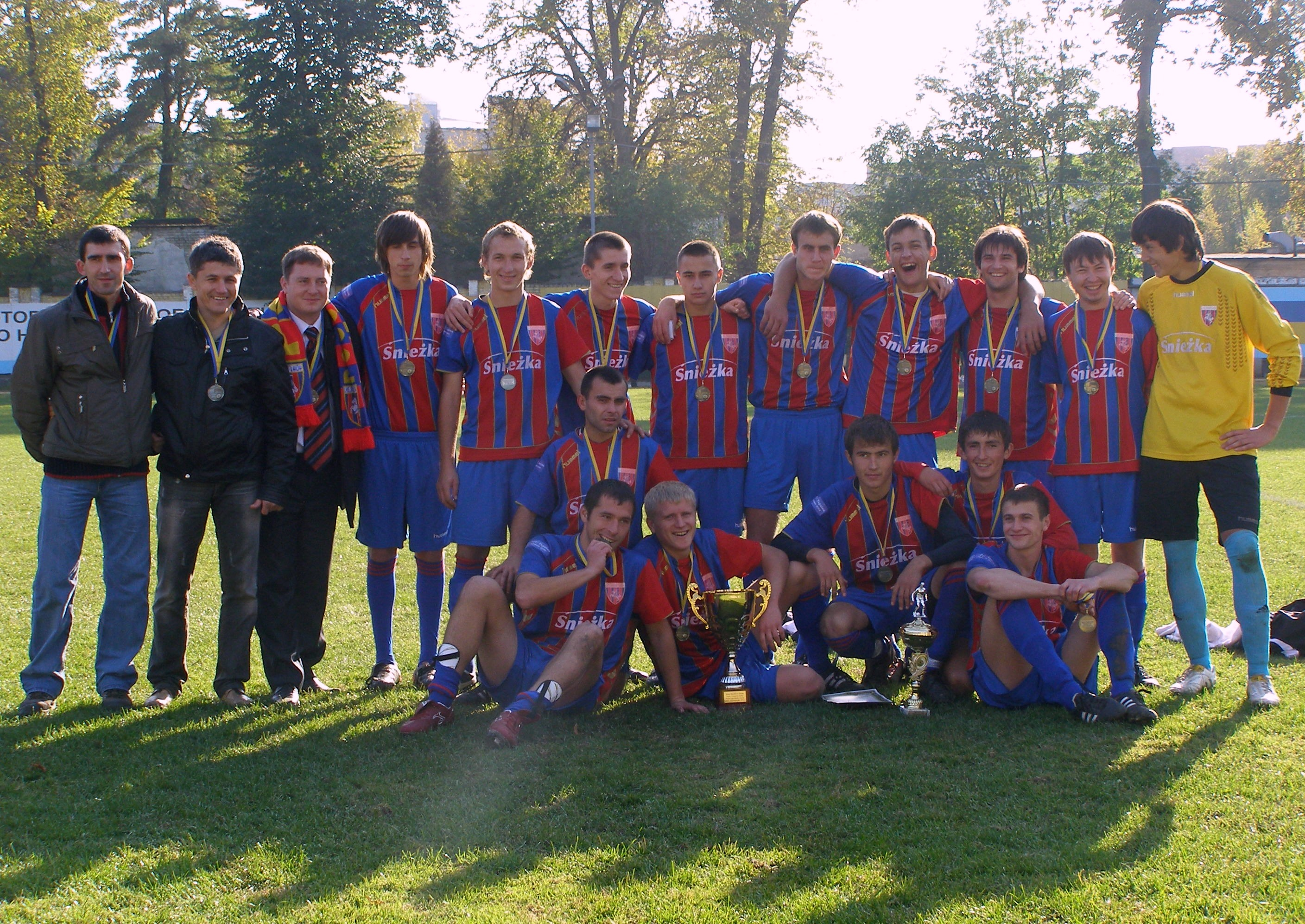
Pogoń po zdobyciu mistrzostwa Lwowa w 2010

Inicjatywa zjednoczenia młodzieży polskiej we Lwowie wokół sportu powstała w 2007. Rozpoczęły się wtedy pierwsze treningi piłkarskie na hali sportowej lwowskiego Uniwersytetu Medycznego. W treningach brali udział studenci narodowości polskiej. We wrześniu 2008 otrzymali oni dotację na swoją działalność ze strony Fundacji „Semper Polonia". Z otrzymanych środków opłacono wynajem hali sportowej na zajęcia. Pod koniec 2008 członkowie klubu wystąpili z pomysłem rejestracji organizacji i przyjęcia nazwy LKS Pogoń Lwów. W styczniu 2009 – dzięki staraniom młodych Polaków mieszkających i studiujących we Lwowie, wsparciu Konsulatu RP we Lwowie (z konsulem Grzegorzem Opalińskim) i Fundacji "Semper Fidelis", która przekazała dotację na działalność – Lwowski Klub Sportowy Pogoń został reaktywowany. Drużyna Pogoni rozgrywała swoje mecze najpierw w szkolnych halach. W kwietniu zaczęto wynajmować boisko od ukraińskiego klubu Dynamo. Klub formalnie zarejestrowano w sierpniu. 10 października doszło do oficjalnej inauguracji: odprawiono mszę w katedrze lwowskiej, złożono kwiaty na Cmentarzu Orląt i rozegrano towarzyski mecz z Polonią Chmielnicki na boisku Szkolar na Pohulance przy Cmentarzu Łyczakowskim. Pogoń wygrała 2:0 po bramkach Pawła Winiarskiego. Na mecz przybyły delegacje polskiego sejmu i senatu, zabrakło jednak przedstawicieli PZPN. Reaktywacja Pogoni Lwów została entuzjastycznie przyjęta przez kibiców w Polsce. Klubowi pomagało istniejące już wcześniej Stowarzyszenie Sympatyków LKS Pogoń Lwów (SSPL).

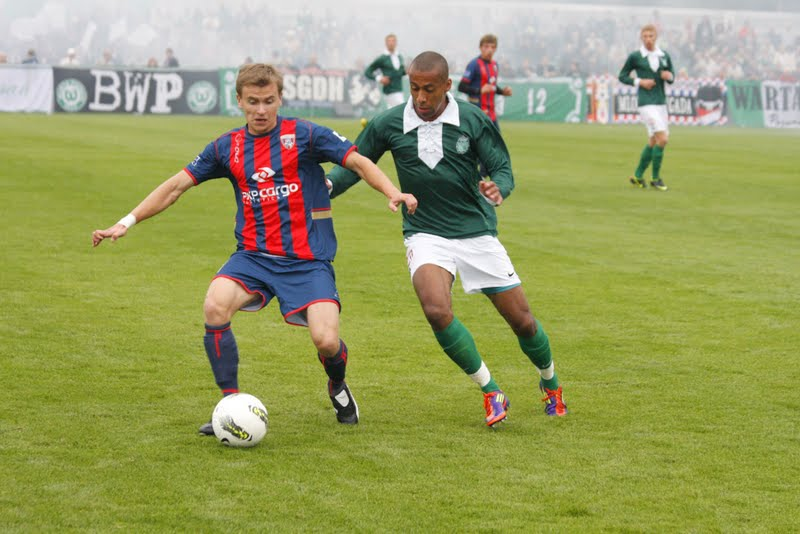
Towarzyski mecz Warty Poznań z Pogonią Lwów 2:2, rozegrany 12 września 2012 r. o godz. 17.00 na stadionie KS Warta w Poznaniu

W 2010 sponsorami klubu zostały firmy PZU Ukraina oraz Fabryka Farb i Lakierów Śnieżka. Już w lutym Pogoń miała okazję się zmierzyć z dawnymi mistrzami Polski (Garbarnią Kraków, Polonią Bytom i Szombierkami Bytom), biorąc udział w towarzyskim halowym Turnieju Zapomnianych Mistrzów w Bytomiu. Wiosną Pogoń wystartowała w rozgrywkach ligi okręgowej obwodu lwowskiego. Wygrała je i uzyskała awans do Wyższej Ligi obwodowej (piąty szczebel). W 2011 współpracę z klubem rozpoczął PKP Cargo. Pierwsza drużyna regularnie rozgrywa mecze z polskimi drużynami na terenie RP, dotąd m.in. z Radomiakiem, Cracovią, Wartą Poznań, Siarką Tarnobrzeg, Koroną Kielce, Resovią, Stalą Mielec, Podlasiem Biała Podlaska, Polonią Leszno, Orlętami Radzyń Podlaski i Polonią Słubice. Ponadto klub nawiązał współpracę z Chrobrym Głogów, Polonią Przemyśl i Strugiem Tyczyn. Sezon 2011 Pogoń ukończyła na siódmym miejscu w tabeli Wyższej Ligi, lecz władze klubu postanowiły zgłosić drużynę do Premier Ligi lwowskiej (IV poziom). Debiutancki sezon zakończył się dla Pogoni siódmą pozycją w tabeli.
Od listopada 2012 klub wspiera spółka Trade Trans. W 2013 powiatowy kompleks sportowy w Prudniku otrzymał imię „Tradycji Pogoni Lwów i Polonii Bytom”. W rozgrywkach sezonu 2013 drużyna seniorów uplasowała się na dziewiątej pozycji w tabeli, rok później na dziesiątej. Od 2013 roku Pogoń pozostaje drugim najwyżej notowanym lwowskim klubem po ukraińskich Karpatach. Kolejnym klubem partnerskim Pogoni została Barciczanka Barcice. Od stycznia 2015 sponsorem klubu jest Agencja Pracy OTTO. Zespoły seniorskie i juniorskie regularnie uczestniczą w towarzyskich spotkaniach i turniejach na terenie Polski. Latem 2015 roku Pogoń rozegrała w Łodzi mecz towarzyski z ŁKS-em w ramach otwarcia nowego Stadionu Miejskiego. Pogoń Lwów wzięła udział w turnieju w Prudniku z okazji 70-lecia Pogoni Prudnik, po którym podpisano umowę o współpracy między klubami. Sezon 2015 pierwsza drużyna Pogoni zakończyła na dziewiątym, przedostatnim miejscu w IV lidze. Rok i dwa lata później uplasowała się ona na szóstej pozycji. W rozgrywkach sezonu 2018 drużyna zajęła dziewiąte miejsce. Z kolei w 2019 uplasowała się na najwyższym od momentu reaktywacji piątym miejscu, a zespół juniorów wywalczył trzecie z rzędu mistrzostwo obwodu lwowskiego. Kolejny sezon, 2020 został z powodu pandemii COVID-19 rozegrany w skróconej formie dopiero w drugiej połowie roku. Drużyny Premier Ligi zostały podzielone na dwie sześciozespołowe grupy; Pogoń w grupie A zajęła piąte miejsce.

## Sukcesy
- Mistrzostwa Polski:
  - 1 miejsce (4): 1922, 1923, 1925, 1926
  - 2 miejsce (3): 1932, 1933, 1935
- Mistrzostwa Galicji:
  - 3 miejsce (1): 1913
- Klasa A (okręg lwowski):
  - 1 miejsce (3): 1921, 1922, 1923
- Mistrzostwa Polski juniorów starszych:
  - 2 miejsce (1): 1937

## Poszczególne sezony
Rozgrywki sprzed I wojny światowej:
- 1912: zdobycie miana drużyny pierwszej klasy
- 1913: 3. miejsce w mistrzostwach Galicji
- 1914: 3. miejsce w niedokończonych mistrzostwach Galicji

Rozgrywki od 1920:
| Sezon | Rozgrywki ligowe | Rozgrywki ligowe                            | Rozgrywki ligowe | Uwagi | Przeciwnicy Pogoni w polskich rozgrywkach (pierwsze oficjalne mecze)                          |
| Sezon | Liga             | Liga                                        | Miejsce          | Uwagi | Przeciwnicy Pogoni w polskich rozgrywkach (pierwsze oficjalne mecze)                          |
| ----- | ---------------- | ------------------------------------------- | ---------------- | --- | --------------------------------------------------------------------------------------------- |
| 1920  | II               | Klasa A (Lwowski OZPN)                      | 1                | Pierwsze wielkie derby Lwowa pomiędzy Pogonią a Czarnymi w polskich rozgrywkach. Rozgrywki niedokończone.                 | Czarni Lwów                                                                                   |
| 1921  | MP               | Mistrzostwa Polski                          | 4                | 1. miejsce we lwowskiej Klasie A.                                                                                         | Cracovia, ŁKS Łódź, Polonia Warszawa, Warta Poznań                                            |
| 1922  | MP               | Mistrzostwa Polski                          | 1                | Wacław Kuchar królem strzelców. · 1. miejsce we lwowskiej Klasie A.                                                       | Lechia Lwów, Lublinianka, Polonia Przemyśl (lub wcześniej), Rewera Stanisławów, Ruch Chorzów  |
| 1923  | MP               | Mistrzostwa Polski                          | 1                | Mieczysław Batsch królem strzelców. · 1. miejsce we lwowskiej Klasie A.                                                   | Hasmonea Lwów, Lauda Wilno, Wisła Kraków                                                      |
| 1924  | II               | Klasa A (Lwowski OZPN)                      | 1/6              | W sezonie 1924 mistrzostw Polski nie przeprowadzono. Pogoń awansowała do Mistrzostw Polski 1925.                          |                                                                                               |
| 1925  | MP               | Mistrzostwa Polski                          | 1                | | Pogoń Wilno                                                                                   |
| 1926  | MP               | Mistrzostwa Polski                          | 1                | Józef Garbień i Wacław Kuchar królami strzelców. · 1. miejsce we lwowskiej Klasie A. Po sezonie Pogoń współtworzyła Ligę. | Sparta Lwów (lub wcześniej)                                                                   |
| 1927  | I                | Liga                                        | 4/14             | Najwyższe zwycięstwo w Ekstraklasie: 3 września 1927: Pogoń Lwów – Legia Warszawa 11:2                                    | 1. FC Katowice, Jutrzenka Kraków, Klub Turystów Łódź, Legia Warszawa, TKS Toruń, Warszawianka |
| 1928  | I                | Liga                                        | 6/15             | | Śląsk Świętochłowice                                                                          |
| 1929  | I                | Liga                                        | 9/13             | Garbarnia Kraków |                                                                                               |
| 1930  | I                | Liga                                        | 7/12             | ŁTSG Łódź |                                                                                               |
| 1931  | I                | Liga                                        | 4/12             | |                                                                                               |
| 1932  | I                | Liga                                        | 2/12             | WKS 22 pp Siedlce |                                                                                               |
| 1933  | I                | Liga                                        | 2/12             | Ostatnie ligowe wielkie derby Lwowa z Czarnymi. 1. miejsce w grupie wschodniej; 2. miejsce w grupie mistrzowskiej.        |                                                                                               |
| 1934  | I                | Liga                                        | 6/12             | | Podgórze Kraków                                                                               |
| 1935  | I                | Liga                                        | 2/11             | Michał Matyas królem strzelców.                                                                                           |                                                                                               |
| 1936  | I                | Liga                                        | 6/10             | | Dąb Katowice                                                                                  |
| 1937  | I                | Liga                                        | 6/10             | AKS Chorzów |                                                                                               |
| 1938  | I                | Liga                                        | 5/10             | Śmigły Wilno |                                                                                               |
| 1939  | I                | Liga                                        | 3/10             | Rozgrywki przerwane przez wybuch II wojny światowej.                                                                      | Union-Touring Łódź                                                                            |
|       |                  |                                             |                  | |                                                                                               |
| 2010  | VII              | II liga (obwód lwowski, gr. B, podgr. Lwów) | 1/4              | Awans do Wyższej Ligi z pominięciem I ligi.                                                                               |                                                                                               |
| 2011  | V                | Wyższa Liga (obwód lwowski)                 | 7/10             | Po sezonie klub zgłoszono do Premier Ligi.                                                                                |                                                                                               |
| 2012  | IV               | Premier Liga (obwód lwowski)                | 7/10             | |                                                                                               |
| 2013  | IV               | Premier Liga (obwód lwowski)                | 9/12             | |                                                                                               |
| 2014  | IV               | Premier Liga (obwód lwowski)                | 10/12            | |                                                                                               |
| 2015  | IV               | Premier Liga (obwód lwowski)                | 9/10             | |                                                                                               |
| 2016  | IV               | Premier Liga (obwód lwowski)                | 6/12             | |                                                                                               |
| 2017  | IV               | Premier Liga (obwód lwowski)                | 6/14             | |                                                                                               |
| 2018  | IV               | Premier Liga (obwód lwowski)                | 9/13             | |                                                                                               |
| 2019  | IV               | Premier Liga (obwód lwowski)                | 5/14             | |                                                                                               |
| 2020  | IV               | Premier Liga (obwód lwowski)                | 9/12             | 5. miejsce w grupie A, rozgrywki toczono w dwóch grupach po sześć drużyn.                                                 |                                                                                               |
| 2021  | IV               | Premier Liga (obwód lwowski)                | 9/13             | |                                                                                               |

## Pogoń w rozgrywkach

### Liga polska
Działacze Pogoni byli jednymi z głównych inicjatorów utworzenia jednolitych, ogólnokrajowych rozgrywek ligowych w Polsce. Do porozumienia pomiędzy klubami doszło na przełomie 1926 i 1927. Klub rozegrał w najwyższej klasie rozgrywkowej 13 sezonów (1927–1939). Koniec tej serii nastąpił w 1939 po agresji Niemiec na Polskę. Po 1945 wskutek zmiany granic klub nie istniał, a po reaktywacji w 2009, pomimo chęci zarządu, PZPN nie wyraził zgody na uczestnictwo w polskich rozgrywkach.
W swej dotychczasowej ekstraklasowej historii Pogoń trzykrotnie była druga w tabeli końcowej.
| Bilans Pogoni w ekstraklasie |            |        |         |                  |                 |
| Mecze (sezony)               | Zwycięstwa | Remisy | Porażki | Bramki strzelone | Bramki stracone |
| 273 (13)                     | 130        | 44     | 99      | 537              | 439             |

## Rywalizacja lokalna

### Wielkie derby Lwowa
Wielkie derby Lwowa Pogoni z Czarnymi przed wybuchem II wojny światowej należały do najważniejszych w Polsce.
Pierwszy mecz pomiędzy Pogonią i Czarnymi datuje się na 1907 10 kwietnia 1927 na stadionie Czarnych rozegrano natomiast premierowe ligowe derby, które zakończyły się sukcesem gospodarzy (3:1).
| Mecze ligowe |                   |        |                     |                   |                     |
| Mecze        | Zwycięstwa Pogoni | Remisy | Zwycięstwa Czarnych | Bramki dla Pogoni | Bramki dla Czarnych |
| 14           | 8                 | 4      | 2                   | 21                | 10                  |

### Inni lokalni rywale
Oprócz Czarnych, Pogoń rozgrywała również mecze ligowe z innymi lwowskimi zespołami: Hasmoneą i Lechią.
| Mecze ligowe |                   |        |                   |                   |                   |
| Mecze        | Zwycięstwa Pogoni | Remisy | Zwycięstwa Lechii | Bramki dla Pogoni | Bramki dla Lechii |
| 2            | 2                 | 0      | 0                 | 8                 | 1                 |

| Mecze ligowe |                   |        |                     |                   |                     |
| Mecze        | Zwycięstwa Pogoni | Remisy | Zwycięstwa Hasmonei | Bramki dla Pogoni | Bramki dla Hasmonei |
| 4            | 2                 | 1      | 1                   | 8                 | 4                   |

## Barwy i herb

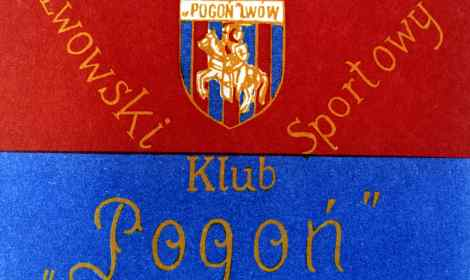
Logotyp Pogoni

W 1907 roku dwaj młodzi członkowie Pogoni, dobrze zorientowani w futbolu europejskim, Karol Szajdej i Stanisław Polakiewicz dowiedzieli się z zagranicznego pisma o niebiesko-czerwonych kolorach czołowego wówczas angielskiego klubu Everton F.C. z Liverpoolu. Chcąc wzorować się na najlepszych Pogoń przyjęła właśnie takie barwy, dodając jednocześnie barwę białą.
Herbem klubu jest Pogoń na tarczy w niebiesko-czerwone pasy z napisem LKS "POGOŃ" LWÓW.

## Stroje
Stroje Pogoni od początku jej istnienia opierały się na trzech tradycyjnych kolorach – białym, czerwonym i niebieskim. W 1906 roku koszule były w połowie białe, a w połowie czerwone. Całość dopełniały niebieskie spodenki. Następnie pojawiły się białe koszule w pionowe niebieskie pasy. Później Pogończycy występowali zarówno w kompletach niemal w całości białych, jak i takich, gdzie przeważały niebieski, bądź czerwony. W 1924 roku po raz pierwszy wprowadzono koszulki w najbardziej kojarzone z Pogonią niebiesko-czerwone pasy. Po kilkuletniej przerwy pasiaste koszule pojawiły się ponownie w 1936 roku. Przed wojną korzystano jeszcze ze strojów niebiesko-czerwonych, a także czerwono-białych.
Po reaktywacji w 2009 stroje Pogoni stanowią tradycyjne pasiaste koszulki, niebieskie spodenki oraz getry – czerwone lub niebieskie. Od 2010 komplety szyła duńska firma Hummel International. Od 2012 pierwszej drużynie stroje dostarcza polska firma Colo, a juniorom hiszpańska Joma.
| 1906      | 1907–1909 | 1910–1911 | 1911–1920 | 1914–1922 | 1916–1921 | 1923–1926 | 1924–1927 |
| 1924–1925 | 1928      | 1928      | 1931–1938 | 1936      | 1938      | 1938      | 2009–2011 |
| 2009–     | 2011–     |           |           |           |           |           |           |

## Park sportowy im. Marszałka Polski Edwarda Śmigłego-Rydza

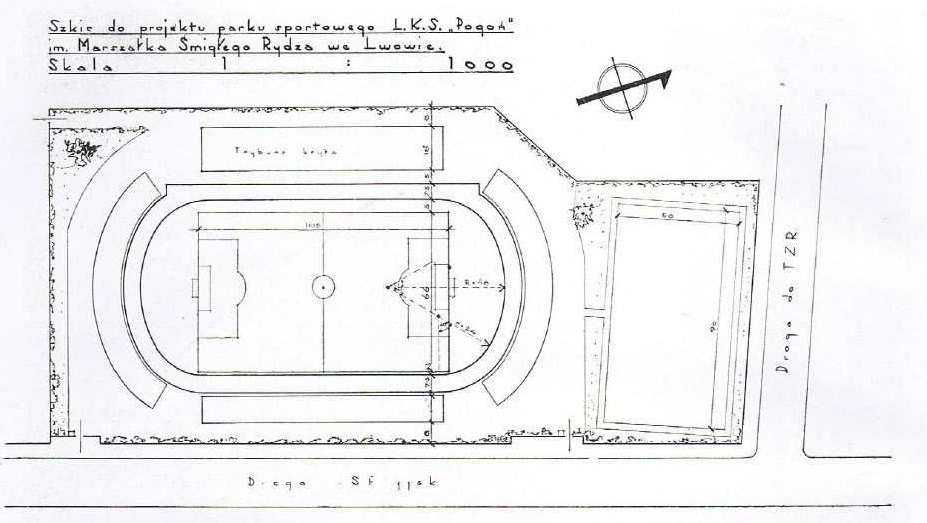
Szkic planowanej w 1938 rozbudowy kompleksu sportowego Pogoni

1 maja 1913 uroczyście otwarto nowe boisko obok Parku Kilińskiego, przy ul. Kilińskiego 43. Trybuny mogły pomieścić 10 000 widzów. W meczu otwarcia Pogoń zwyciężyła Cracovię 3:1. Był to jednocześnie debiut Wacława Kuchara. Obiekt zwyczajowo nazywano Stadionem za Rogatką Stryjską. 30 października 1938 nadano mu imię Marszałka Polski Edwarda Śmigłego-Rydza (Park sportowy imienia Marszałka Polski Edwarda Śmigłego-Rydza). Obecnie w miejscu, gdzie stał stadion, mieszczą się koszary wojskowe.
Po reaktywacji klub wynajmuje boiska do treningów i gry od klubów ukraińskich.

### Zielona trybuna
Najbardziej charakterystycznym miejscem stadionu były rosnące wokół boiska Pogoni kasztanowce, na które podczas meczów wspinali się batiarzy i za darmo z konarów obserwowali wydarzenia na boisku. Każdy z kibiców miał swoją osobistą gałąź, a gałęzie te przechodziły z ojca na syna lub w innym wypadku zostawały w rodzinie. Z kasztanowców w czasie spotkań dobywały się charakterystyczne gwizdy, będące zarówno oznaką satysfakcji z gry, jak i niezadowolenia (widzowie nie mogli bić braw, ponieważ musieli trzymać się drzewa).

## Piłkarze

### Obecny skład
Stan na 4 grudnia 2020
| Nr | Poz. | Piłkarz            |
| -- | ---- | ------------------ |
| 1  | BR   | Witalij Gerda      |
| 21 | BR   | Mikołaj Woronowski |
| 3  | OB   | Oleg Jacenko       |
| 6  | OB   | Mychajło Maciupa   |
| 9  | OB   | Władysław Bycko    |
| 17 | OB   | Oleg Kisiel        |
| 17 | OB   | Lubomir Korniew    |
| 22 | OB   | Bogdan Wilczyński  |
| 25 | PO   | Oleg Podlasecki    |
| 16 | PO   | Adrian Hnatiw      |

| Nr | Poz. | Piłkarz                |
| -- | ---- | ---------------------- |
| 5  | PO   | Rusłan Grycyk          |
| 8  | PO   | Jan Juzkiewicz         |
| 10 | PO   | Roman Bojko            |
| 18 | PO   | Bogdan Zastawny        |
| 11 | NA   | Mychajło Bachariew     |
| 19 | NA   | Józef Dudok            |
| 20 | NA   | Jurij Kisiłowski       |
| 25 | NA   | Witalij Kudryk         |
| 99 | NA   | Kwame Obeng Adoma Eboa |

## Dotychczasowi prezesi
Funkcję prezesa lwowskiej Pogoni pełniło dotąd 14 osób. Większość z nich była profesorami lub żołnierzami w stopniu wyższego oficera.
Od 2009 prezesem Pogoni jest Marek Horbań.

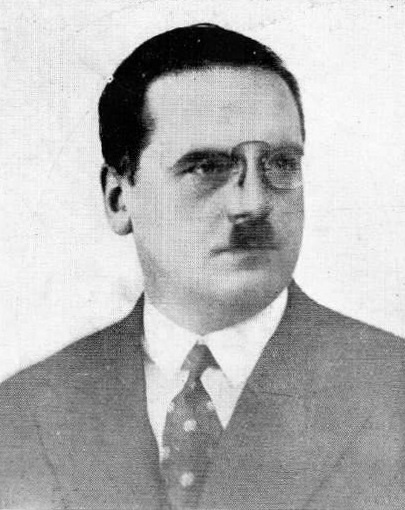
Tadeusz Kuchar – szósty w historii prezes Pogoni, który sprawował tę funkcję w latach 1923–1924

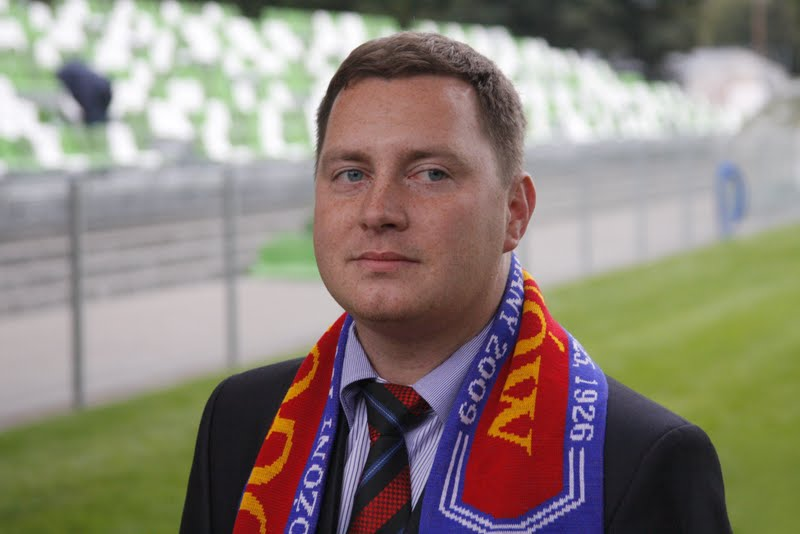
Marek Horbań, prezes Pogoni od 2009

| Lp. | Imię i nazwisko             | Okres urzędowania | Okres urzędowania |
| --- | --------------------------- | ----------------- | ----------------- |
| 1.  | dr Eugeniusz Piasecki       | 1907              | 1909              |
| 2.  | dr Jan Lubicz-Woytkowski    | 1910              | 1910              |
| 3.  | dr Stanisław Miziewicz      | 1910              | 1914              |
| 4.  | / Rudolf Wacek              | 1914              | 1921              |
| 5.  | Ludwik Koziebrodzki         | 1921              | 1923              |
| 6.  | Tadeusz Kuchar              | 1924              | 1924              |
| 7.  | Michał Parylak              | 1925              | 1925              |
| 8.  | dr Włodzimierz Dzieduszycki | 1926              | 1932              |
| 9.  | ppłk. Ludwik Lepiarz        | 1933              | 1934              |
| 10. | dr Romuald Klimów           | 1935              | 1935              |
| 11. | Kazimierz Protassewicz      | 1936              | 1936              |
| 12. | ppłk. Eugeniusz Ślepecki    | 1937              | 1938              |
| 13. | dr Jerzy Kozicki            | 15.10.1938        | 01.09.1939        |
| 14. | Marek Horbań                | 2009              | nadal             |

## Dotychczasowi trenerzy
We lwowskim zespole funkcję trenera sprawowało 16 osób. Dwukrotnie robili to Austriak Karl Fischer, Karol Hanke i Ludwik Szabakiewicz. Najdłużej trenował Pogoń Fischer – ponad cztery lata. Przed II wojną światową sekcja piłkarska najczęściej miała jedynie kierownika, a trenerzy zatrudniani byli sporadycznie. Często funkcję tę spełniał jeden z zawodników, wyznaczany przez kierownictwo sekcji.
Od 2015 pierwszym szkoleniowcem jest Ukrainiec Witalij Łobasiuk.

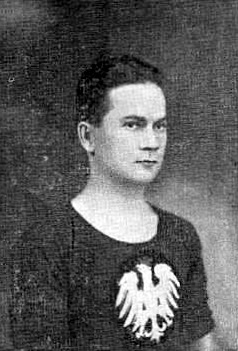
Karol Hanke prowadził zespół Pogoni przez cztery sezony (1930–1931 i 1933–1934)

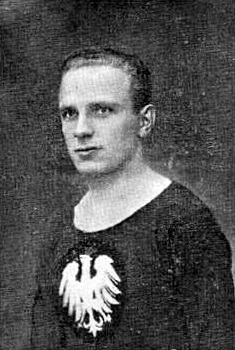
Ludwik Szabakiewicz – trener Pogoni w 1932 i w 1937

|      | \| Lp. \| Imię i nazwisko \| Okres urzędowania \| Okres urzędowania \| \| ---- \| -------------------- \| ----------------- \| ----------------- \| \| 1. \| Karel Vopalecký \| 1907 \| ? \| \| 2. \| István Skrabák \| ?.03.1921 \| ?.10.1921 \| \| 3. \| Karl Fischer \| wiosna 1922 \| jesień 1925 \| \| (3.) \| Karl Fischer \| 01.04.1928 \| ?.08.1928 \| \| 4. \| Otto Mazal-Škvajn \| 14.04.1929 \| 25.08.1929 \| \| 5. \| Władysław Olearczyk \| 1929 \| 1929 \| \| 6. \| Karol Hanke \| wiosna 1930 \| jesień 1931 \| \| 7. \| Ludwik Szabakiewicz \| wiosna 1932 \| jesień 1932 \| \| (6.) \| Karol Hanke \| 1933 \| 1934 \| \| 8. \| György Molnár \| ?.03.1935 \| lato 1936 \| \| 9. \| Wacław Kuchar \| 1936 \| 1936 \| \| (7.) \| Ludwik Szabakiewicz \| jesień 1937 \| jesień 1937 \| \| 10. \| Wacław Jeżewski \| wiosna 1938 \| jesień 1939 \| \| 11. \| Włodzimierz Mandziak \| ?.09.2008 \| jesień 2009 \| \| 12. \| Edward Marciński \| 17.03.2010 \| zima 2010 \| \| 13. \| Denis Czerniajew \| ?.02.2011 \| 10.05.2012 \| \| 14. \| Mikołaj Buczak \| 10.05.2012 \| 16.07.2012 \| \| 15. \| Konstantyn Lemiszko \| 16.07.2012 \| 2015 \| \| 16. \| Witalij Łobasiuk \| 2015 \| obecnie \| |                   |                   |
| Lp.  | Imię i nazwisko | Okres urzędowania | Okres urzędowania |
| 1.   | Karel Vopalecký | 1907              | ?                 |
| 2.   | István Skrabák | ?.03.1921         | ?.10.1921         |
| 3.   | Karl Fischer | wiosna 1922       | jesień 1925       |
| (3.) | Karl Fischer | 01.04.1928        | ?.08.1928         |
| 4.   | Otto Mazal-Škvajn | 14.04.1929        | 25.08.1929        |
| 5.   | Władysław Olearczyk | 1929              | 1929              |
| 6.   | Karol Hanke | wiosna 1930       | jesień 1931       |
| 7.   | Ludwik Szabakiewicz | wiosna 1932       | jesień 1932       |
| (6.) | Karol Hanke | 1933              | 1934              |
| 8.   | György Molnár | ?.03.1935         | lato 1936         |
| 9.   | Wacław Kuchar | 1936              | 1936              |
| (7.) | Ludwik Szabakiewicz | jesień 1937       | jesień 1937       |
| 10.  | Wacław Jeżewski | wiosna 1938       | jesień 1939       |
| 11.  | Włodzimierz Mandziak | ?.09.2008         | jesień 2009       |
| 12.  | Edward Marciński | 17.03.2010        | zima 2010         |
| 13.  | Denis Czerniajew | ?.02.2011         | 10.05.2012        |
| 14.  | Mikołaj Buczak | 10.05.2012        | 16.07.2012        |
| 15.  | Konstantyn Lemiszko | 16.07.2012        | 2015              |
| 16.  | Witalij Łobasiuk | 2015              | obecnie           |

## Kibice

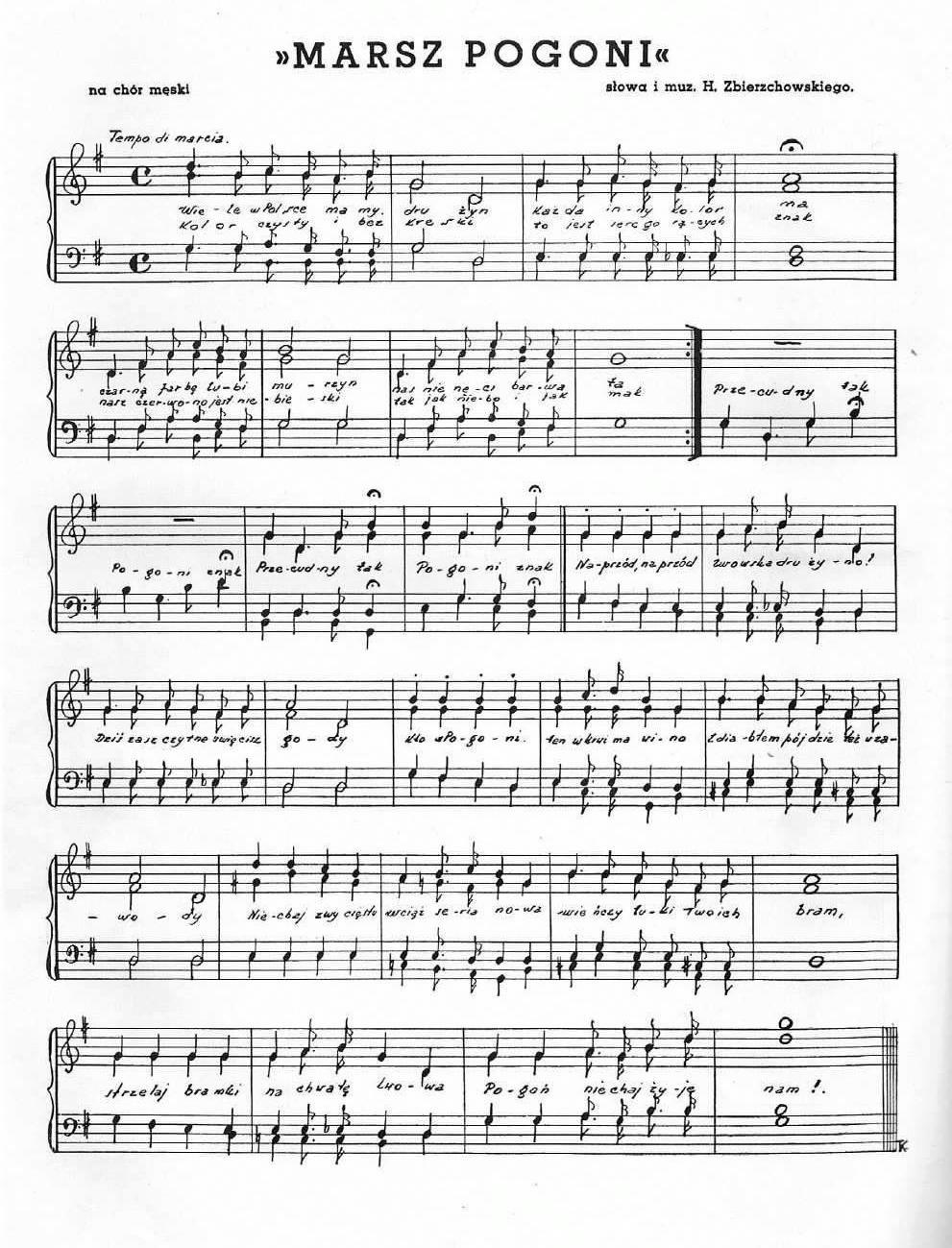
Tekst i nuty Marszu Pogoni

Przed II wojną światową Pogoni kibicowali, lub sympatyzowali z nią wykładowcy i studenci Uniwersytetu im. Jana Kazimierza oraz Politechniki Lwowskiej, miejska palestra, oficerowie, artyści, dziennikarze i arystokracja.
Współcześnie fani klubu skupiają się wokół Stowarzyszenia Sympatyków Pogoni Lwów. Stowarzyszenie zajmuje się zbieraniem pieniędzy na rzecz kresowych cmentarzy, kombatantów, polskich dzieci na Ukrainie i samego klubu. Kibice Pogoni podejmują też współpracę z fanami innych drużyn, m.in. Legii Warszawa, Pogoni Szczecin i Śląska Wrocław.
W 2012 we współpracy z kibicami leszczyńskiej Unii zostały zaprojektowane fanowskie szaliki Pogoni.

### Hymn
Hymnem lwowskiego klubu jest pieśń marszowa „Marsz Pogoni”, rozpisana na chór męski. Autorem słów i muzyki był Henryk Zbierzchowski.
| Marsz Pogoni 1. Wiele w Polsce mamy drużyn, Każda inny kolor ma. Białą flagę wznoszą tchórze, Nas nie nęci barwa ta. Kolor czysty i bez kreski To jest serc gorących znak, Nasz czerwono jest niebieski, Tak jak niebo i jak mak. Przecudny tak Pogoni znak. Ref. Naprzód, naprzód lwowska drużyno! Dziś zaszczytne święcisz gody, Kto w Pogoni, ten we krwi ma wino, Z diabłem pójdzie też w zawody, Niechaj zwycięstw wciąż seria nowa wieńczy łuki twoich bram, Strzelaj bramki na chwałę Lwowa, Pogoń niechaj żyje nam! 2. W śniegu, błocie czy roztopie, Chociaż wieje wietrzyk – łotr. Kiedy Pogoń piłkę kopie, Brawo bije święty Piotr. Hubert aż z emocji sapie, Cieszy się z Rzepichą Piast, Święty Michał na swej szkapie W galop puszcza się wśród gwiazd. Skąd radość ta? To Pogoń gra. Ref.: Naprzód... 3. W tempie i muskułów chrzęście, Tak drużyna nasza gra. Pogoń ma do Wacków szczęście, Niechaj żyją Wacki dwa. Komu Kuchar sos zgotuje, Ten uczuje w gębie kwas. Kogo Garbień wygarbuje, Spokój ma na dłuższy czas. Tempo i gest – to Pogoń jest. Ref.: Naprzód... 4. Jeden kurczę lubi z rożna, Drugi piwem pasie brzuch. Nasz ideał: piłka nożna, Wieczna walka, wieczny ruch. Dyplomacja to utopie, Polityka to jest chrzan. Kto najlepiej piłkę kopie, Ten jest władca, ten jest pan. Więc ogniem żyj, kopaj co sił! Ref.: Naprzód... |

## Statystyki
Przed 1939 drużyna Pogoni rozegrała 167 spotkań międzynarodowych rywalizując w nich z zespołami z 12 państw (bilans: 60 wygranych, 23 remisy, 84 porażki).

### Rekordy klubowe

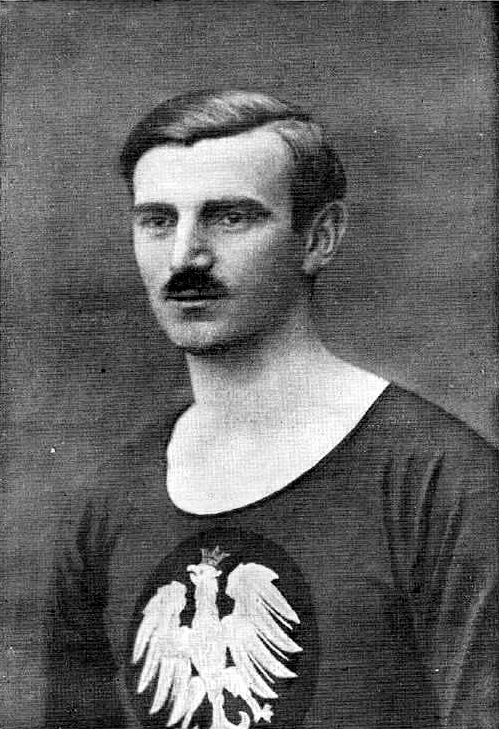
Wacław Kuchar, zawodnik Pogoni w latach 1912–1935

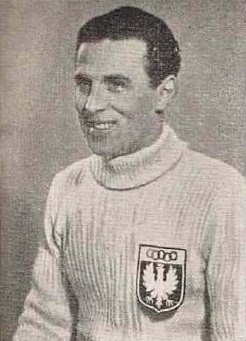
Spirydion Albański, bramkarz Pogoni w latach 1928–1939

- Liczba sezonów w najwyższej klasie rozgrywkowej: 13 (1927–1939)
- Pierwsze zwycięstwo w ekstraklasie: 3 kwietnia 1927 Pogoń Lwów – Hasmonea Lwów 7:1 (3:0)
- Najwyższe zwycięstwo w ekstraklasie: 3 września 1927 Pogoń Lwów – Legia Warszawa 11:2 (6:1)
- Najwyższe zwycięstwo w mistrzostwach Polski: 1922 Pogoń Lwów – Ruch Hajduki Wielkie 12:0 i 1926 Pogoń Lwów – Lublinianka 12:0
- Najwyższa porażka w ekstraklasie: 15 kwietnia 1928 Legia Warszawa – Pogoń Lwów 7:0 i 26 kwietnia 1931 Warta Poznań – Pogoń Lwów 7:0
- Najwięcej meczów w historii: Wacław Kuchar – 1052
- Najwięcej goli w historii: Wacław Kuchar – 1065

### Rekordy indywidualne
| Najwięcej meczów | Najwięcej meczów          | Najwięcej meczów | Najwięcej meczów | Najwięcej meczów | Najwięcej meczów |
| Lp.              | Zawodnik                  | Lata gry         | Finały MP        | Liga             | Razem            |
| ---------------- | ------------------------- | ---------------- | ---------------- | ---------------- | ---------------- |
| 1.               | Spirydion Albański        | 1928–1939        | –                | 234              | 234              |
| 2.               | Stanisław Deutschman      | 1925–1937        | 13               | 190              | 203              |
| 3.               | Wacław Kuchar             | 1921–1934        | 39               | 161              | 200              |
| 4.               | Alfred Zimmer             | 1927–1939        | –                | 187              | 187              |
| 5.               | Leon Hanin                | 1930–1939        | –                | 158              | 158              |
| 6.               | Michał Matyas             | 1929–1939        | –                | 156              | 156              |
| 7.               | Wacław Jeżewski           | 1930–1939        | –                | 153              | 153              |
| 8.               | Edmund Niechcioł-Majowski | 1931–1939        | –                | 142              | 142              |
| 9.               | Bronisław Fichtel         | 1923–1931        | 23               | 103              | 126              |
| 10.              | Ludwik Szabakiewicz       | 1923–1933        | 25               | 92               | 117              |
| 11.              | Karol Hanke               | 1925–1931        | 14               | 96               | 110              |
| 12.              | Józef Nahaczewski         | 1929–1936        | –                | 109              | 109              |
| 13.              | Jan Wasiewicz             | 1933–1939        | –                | 102              | 102              |
| 14.              | Mieczysław Batsch         | 1921–1929        | 41               | 50               | 91               |
| 15.              | Mieczysław Matyas         | 1929–1939        | –                | 90               | 90               |
| 16.              | Albert Mauer              | 1925–1930        | 4                | 83               | 87               |
| 17.              | Józef Garbień             | 1921–1928        | 39               | 47               | 86               |
| 18.              | Władysław Olearczyk       | 1921–1928        | 36               | 36               | 72               |
| 18.              | Józef Słonecki            | 1921–1929        | 31               | 41               | 72               |
| 20.              | Antoni Komendo-Borowski   | 1933–1939        | –                | 69               | 69               |

| Najwięcej goli | Najwięcej goli            | Najwięcej goli | Najwięcej goli | Najwięcej goli | Najwięcej goli |
| Lp.            | Zawodnik                  | Lata gry       | Finały MP      | Liga           | Razem          |
| -------------- | ------------------------- | -------------- | -------------- | -------------- | -------------- |
| 1.             | Wacław Kuchar             | 1921–1934      | 54             | 50             | 104            |
| 2.             | Michał Matyas             | 1929–1939      | –              | 99             | 99             |
| 3.             | Mieczysław Batsch         | 1921–1929      | 50             | 27             | 77             |
| 4.             | Józef Garbień             | 1921–1928      | 32             | 29             | 61             |
| 5.             | Edmund Niechcioł-Majowski | 1931–1939      | –              | 53             | 53             |
| 6.             | Alfred Zimmer             | 1927–1939      | –              | 39             | 39             |
| 7.             | Józef Nahaczewski         | 1929–1936      | –              | 33             | 33             |
| 8.             | Włodzimierz Maurer        | 1928–1930      | –              | 26             | 26             |
| 8.             | Mieczysław Matyas         | 1929–1939      | –              | 26             | 26             |
| 10.            | Karol Hanke               | 1925–1931      | 2              | 20             | 22             |
| 10.            | Karol Kossok              | 1931           | –              | 22             | 22             |

| Królowie strzelców MP | Królowie strzelców MP | Królowie strzelców MP |
| Sezon                 | Zawodnik              | Bramki                |
| --------------------- | --------------------- | --------------------- |
| 1922                  | Wacław Kuchar         | 21                    |
| 1923                  | Mieczysław Batsch     | 17                    |
| 1926                  | Józef Garbień         | 11                    |
| 1926                  | Wacław Kuchar         | 11                    |
| 1935                  | Michał Matyas         | 22                    |

| Najwięcej występów w reprezentacji | Najwięcej występów w reprezentacji | Najwięcej występów w reprezentacji |
| Lp.                                | Zawodnik                           | Bramki                             |
| ---------------------------------- | ---------------------------------- | ---------------------------------- |
| 1.                                 | Wacław Kuchar                      | 23                                 |
| 2.                                 | Spirydion Albański                 | 18                                 |
| 2.                                 | Michał Matyas                      | 18                                 |
| 4.                                 | Mieczysław Batsch                  | 12                                 |
| 5.                                 | Jan Wasiewicz                      | 11                                 |

| Najwięcej goli w reprezentacji | Najwięcej goli w reprezentacji | Najwięcej goli w reprezentacji |
| Lp.                            | Zawodnik                       | Bramki                         |
| ------------------------------ | ------------------------------ | ------------------------------ |
| 1.                             | Mieczysław Batsch              | 8                              |
| 2.                             | Michał Matyas                  | 7                              |
| 3.                             | Wacław Kuchar                  | 5                              |
| 4.                             | Karol Kossok                   | 3                              |
| 5.                             | Józef Garbień                  | 2                              |